# 童年玩伴的他
《童年玩伴的他》是由創作的日本漫畫，於集英社《cocohana》（ココハナ）2019年5月號至2021年12月號連載。改編真人電影於2023年5月12日上映，高橋洋人執導，吉田惠里香編劇，井上瑞稀、久間田琳加雙主演，其他演員包括萩原利久、淺川梨奈、岡本夏美、菊池亞希子、宍戶美和公、村上健志、橫澤夏子、安美佳、松金米子、二階堂高嗣等。

## 外部連結
- 漫畫官方網站（日語）
- 真人電影官方網站（日語）
- 真人電影的X（前Twitter）（日語）
- 真人電影的Instagram帳戶（日語）